# 田名部匡代
田名部 匡代（たなぶ まさよ、1969年〈昭和44年〉7月10日 - ）は、日本の政治家。立憲民主党所属の参議院議員（2期）。立憲民主党参議院幹事長・党青森県連代表。新政権研究会会長。
衆議院議員（3期）、農林水産大臣政務官（菅直人第1次改造内閣・菅直人第2次改造内閣）、参議院国土交通委員長、民進党参議院政策審議会長、旧国民民主党副代表、立憲民主党常任幹事会議長などを歴任した。
父は農林水産大臣、参議院議員、衆議院議員、無所属の会代表等を歴任した田名部匡省。

## 来歴

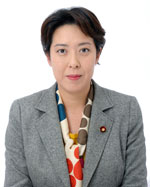
農林水産大臣政務官就任に際して公表された肖像写真

青森県八戸市生まれ。八戸市立吹上小学校、八戸市立第一中学校、青森県立八戸東高等学校、玉川学園女子短期大学卒業。短大卒業後は父・田名部匡省の秘書を務める。
2000年、第42回衆議院議員総選挙に民主党公認で青森3区から出馬したが、自由民主党の大島理森に敗れ、重複立候補していた比例東北ブロックでも次点で落選した。2003年、日野市朗の死去により繰り上げ当選。同年の第43回衆議院議員総選挙に青森3区から民主党公認で出馬するが、再び自民党の大島に敗れ、比例東北ブロックでも惜敗率0.1%の僅差で落選した。
2005年の第44回衆議院議員総選挙では、前回と同じく再び大島に大差をつけられるも、比例東北ブロックで復活し、2年ぶりに国政に復帰。2009年の第45回衆議院議員総選挙では青森3区で大島を猛追し、一時は日本テレビが大島の選挙区落選を報じ大島自身も選挙事務所で支持者に対する「お詫び会見」を行うもこれは誤報であり、367票差で田名部が敗れ、比例復活により3選。
2010年9月、菅直人第1次改造内閣で農林水産大臣政務官に任命され、菅直人第2次改造内閣まで務めた。
2011年8月26日、菅直人首相が民主党代表辞任を正式に表明。菅の辞任に伴う代表選挙（8月29日投開票）では鹿野道彦の推薦人に名を連ねた。
2012年12月の第46回衆議院議員総選挙でも大島に敗れ、比例復活もならず落選。2014年12月の第47回衆議院議員総選挙でも大島に敗れ、比例復活もならず落選。
2016年7月の第24回参議院議員通常選挙に青森県選挙区から民進党公認の野党統一候補として立候補し、山崎力に8052票差で当選。
同年9月15日の民進党代表選挙では蓮舫の推薦人に名を連ね、東北の民進党議員の票を取りまとめた。
2017年9月、民進党参議院政策審議会長に就任した。
2018年5月7日、民進党と希望の党の合流により結党された国民民主党に参加。5月8日、国民民主党の幹事長代理と参議院政策審議会長に就任した。9月11日より党副代表。
2019年10月4日、参議院国土交通委員長に就任。
2020年8月23日、立憲民主党と国民民主党が解党して設立する合流新党への参加を表明した。同年9月10日に行われた合流新党の代表選挙では泉健太の推薦人に名を連ねた。9月15日、合流新党の（新）立憲民主党の結党大会が開かれ、田名部は党常任幹事会議長に就任。10月24日、立憲民主党青森県連の設立大会が開催され、田名部と元県議の山内崇が共同代表に就任した。
2021年10月31日の第49回衆議院議員総選挙で立憲民主党は議席を「109」から「96」に減らし、11月2日、枝野幸男代表は引責辞任を表明。枝野の辞任に伴う代表選挙（11月30日投開票）では泉健太の選対本部長を務め、かつ推薦人に名を連ねた。12月6日、立憲民主党は、執行役員12人のうち6人を女性とする新たな人事を決定。田名部は執行役員の役職の一つ、つながる本部長代行に選任された。
2022年7月の第26回参議院議員通常選挙で再選。7月29日、立憲民主党の参議院議員総会にて、党参議院幹事長への就任が承認された。
2024年9月に行われた立憲民主党代表選挙では泉健太の推薦人に名を連ねた。同年12月5日、党内グループ「新政権研究会」は新たな会長に田名部が就いたと発表した。
2025年7月に行われた第27回参議院通常選挙では、立憲民主党の新人、元アナウンサーの福士珠美を支持し、当選させた。

## 政策・主張

### 憲法
- 憲法改正について、2016年の朝日新聞社のアンケートで「どちらかと言えば反対」と回答[28]。同年の毎日新聞社のアンケートで「賛成」と回答[29]。2022年のNHKのアンケートで「どちらとも言えない」と回答[30]。同年の毎日新聞社のアンケートで回答しなかった[31]。
- 9条改憲について、2016年の毎日新聞社のアンケートで、選択肢以外の回答をした[29]。2022年の毎日新聞社のアンケートで「反対」と回答[31]。9条への自衛隊の明記について、2022年のNHKのアンケートで「反対」と回答[30]。
- 憲法を改正し緊急事態条項を設けることについて、2022年のNHKのアンケートで「反対」と回答[30]。

### 外交・安全保障
- 「他国からの攻撃が予想される場合には先制攻撃もためらうべきではない」との問題提起に対し、2016年の朝日新聞社のアンケートで「どちらとも言えない」と回答[28]。
- 敵基地攻撃能力を持つことについて、2022年のNHKのアンケートで「どちらかと言えば反対」と回答[30]。
- 「北朝鮮に対しては対話よりも圧力を優先すべきだ」との問題提起に対し、2016年の朝日新聞社のアンケートで「どちらかと言えば賛成」と回答[28]。
- 安全保障関連法の成立について、2016年の毎日新聞社のアンケートで「廃止すべき」と回答[29]。
- 普天間基地の辺野古移設について、、2016年の毎日新聞社のアンケートで「反対」「沖縄県以外の国内に移設すべき」と回答[29]。2022年の毎日新聞社のアンケートで「反対」と回答[31]。
- ロシアは2022年2月24日、ウクライナへの全面的な軍事侵攻を開始した[32]。日本政府が行ったロシアに対する制裁措置についてどう考えるかとの問いに対し、2022年のNHKのアンケートで「さらに強めるべきだ」と回答[30]。同年の毎日新聞社のアンケートで「制裁をより強めるべきだ」と回答[31]。
- 2022年6月7日、政府は経済財政運営の指針「骨太方針」を閣議決定した。NATO加盟国が国防費の目標としている「GDP比2％以上」が例示され、防衛力を5年以内に抜本的に強化する方針が明記された[33]。「防衛費を今後どうしていくべきだと考えるか」との問いに対し、2022年のNHKのアンケートで「ある程度増やすべき」と回答[30]。
- 徴用工訴訟問題や慰安婦問題などをめぐり日韓の対立が続くなか、関係改善についてどう考えるかとの問いに対し、2022年の毎日新聞社のアンケートで「韓国政府がより譲歩すべきだ」と回答[31]。

### ジェンダー
- 選択的夫婦別姓制度の導入について、2016年の朝日新聞社のアンケート、2022年のNHKのアンケートで「賛成」と回答[28][30]。
- 同性婚を可能とする法改正について、2016年の朝日新聞社のアンケート、2022年のNHKのアンケートで「賛成」と回答[28][30]。
- クオータ制の導入について、2016年の朝日新聞社のアンケート、2022年のNHKのアンケートで「賛成」と回答[28][30]。

### その他
- 永住外国人への地方参政権付与について、2016年の朝日新聞社のアンケートで「どちらとも言えない」と回答[28]。
- 首相の靖国神社参拝について、2016年の朝日新聞社のアンケートで「どちらかと言えば反対」と回答[28]。
- 「治安を守るためにプライバシーや個人の権利が制約されるのは当然だ」との問題提起に対し、2016年の朝日新聞社のアンケートで「どちらかと言えば反対」と回答[28]。
- 「原子力発電所は日本に必要だと思うか」との問いに対し、2016年の毎日新聞社のアンケートで「当面は必要だが、将来的には廃止すべき」と回答[29]。
- 2016年の米国大統領選挙について「ドナルド・トランプとヒラリー・クリントンのどちらを支持するか」との問いに対し、2016年の毎日新聞社のアンケートで「どちらとも言えない」と回答[29]。
- 2016年2月8日、高市早苗総務大臣は、放送局が政治的公平性を欠く放送を繰り返した場合、放送法4条違反を理由に電波停止を命じる可能性に言及した[34][35]。安倍晋三首相は2月15日の衆議院予算委員会で野党の批判に反論し、高市の発言を擁護した[36]。政府の姿勢をどう思うかとの問いに対し、2016年の毎日新聞社のアンケートで「問題だ」と回答[29]。
- 国会議員の被選挙権年齢の引き下げについて、2022年の毎日新聞社のアンケートで「賛成」と回答[31]。

## 所属団体・議員連盟
- 農産物輸出促進議員連盟
- 世界銀行国会議員連盟
- 森林環境政策議員懇談会
- 観光振興議員連盟
- インクルーシブ教育を推進する議員連盟
- 慰安婦問題と南京事件の真実を検証する会
- 母と子支援議員連盟
- ドクターヘリ推進議員連盟
- 適切な医療費を考える議員連盟
- スポーツ議員連盟
- パラリンピック推進議員連盟
- 少林寺拳法推進議員連盟
- 国立追悼施設を考える会
- 日本・カナダ友好議員連盟
- 日中友好議員連盟
- 日韓議員連盟
- 日本・イラン友好議員連盟

## 人物
- 趣味は映画鑑賞[37]。

## 選挙歴
| 当落 | 選挙                     | 執行日         | 年齢 | 選挙区       | 政党       | 得票数     | 得票率 | 定数 | 得票順位 /候補者数 | 政党内比例順位 /政党当選者数 |
| ---- | ------------------------ | -------------- | ---- | ------------ | ---------- | ---------- | ------ | ---- | ------------------ | ---------------------------- |
| 落   | 第42回衆議院議員総選挙   | 2000年06月25日 | 30   | 青森県第3区  | 民主党     | 6万4203票  | 38.83% | 1    | 2/3                | 4/3                          |
| 落   | 第43回衆議院議員総選挙   | 2003年11月09日 | 34   | 青森県第3区  | 民主党     | 7万275票   | 43.25% | 1    | 2/3                | 6/5                          |
| 比当 | 第44回衆議院議員総選挙   | 2005年09月11日 | 36   | 青森県第3区  | 民主党     | 7万3846票  | 43.13% | 1    | 2/3                | 5/5                          |
| 比当 | 第45回衆議院議員総選挙   | 2009年08月30日 | 40   | 青森県第3区  | 民主党     | 8万9809票  | 49.28% | 1    | 2/3                | 1/7                          |
| 落   | 第46回衆議院議員総選挙   | 2012年12月16日 | 43   | 青森県第3区  | 民主党     | 4万6184票  | 33.08% | 1    | 2/4                | 8/3                          |
| 落   | 第47回衆議院議員総選挙   | 2014年12月14日 | 45   | 青森県第3区  | 民主党     | 4万9142票  | 42.46% | 1    | 2/3                | 6/4                          |
| 当   | 第24回参議院議員通常選挙 | 2016年07月10日 | 47   | 青森県選挙区 | 民進党     | 30万2867票 | 49.19% | 1    | 1/3                | /                            |
| 当   | 第26回参議院議員通常選挙 | 2022年07月10日 | 53   | 青森県選挙区 | 立憲民主党 | 27万7009票 | 53.45% | 1    | 1/4                | /                            |

- 第42回は、後に比例東北ブロックで繰り上げ当選。